# آران لی بارت
آران لی بارت (انگلیسی: Arran Lee-Barrett؛ زادهٔ ۲۸ فوریهٔ ۱۹۸۴) بازیکن فوتبال اهل بریتانیا است.
از باشگاه‌هایی که در آن بازی کرده‌است می‌توان به باشگاه فوتبال هارتل پول یونایتد، باشگاه فوتبال ویموث، باشگاه فوتبال بولتون واندررز، باشگاه فوتبال ایپسویچ تاون، باشگاه فوتبال کاونتری سیتی، باشگاه فوتبال میلوال، و باشگاه فوتبال کاردیف سیتی اشاره کرد.
وی همچنین در تیم ملی فوتبال England C بازی کرده‌است.